# 이리오너라 조선클럽
《이리오너라 조선클럽》은 2021년 3월 10일부터 KBS1 광주방송총국에서 방송 중인 텔레비전 프로그램이다.